# Кисилевский, Дмитрий Давидович
Дмитрий Давидович Кисилевский (укр. Дмитро Давидович Кисилевський, род. 23 апреля 1983, Киев) — украинский политик. Директор по корпоративным отношениям промышленной компании «Interpipe» с марта 2011 года. Народный депутат в Верховной Раде IX созыва от партии «Слуга народа», заместитель председателя комитета по экономическому развитию в Раде IX созыва (с 29 августа 2019 года).

## Биография
Родился 23 апреля 1983 года в Киеве. В 1999 году окончил гимназию № 178 и поступил в Киевский политехнический институт (специальность «административный менеджмент»).
В 2009 году прошёл обучение по британской программе Chartered Institute of Public Relations, в 2017 году окончил Украинскую школу политических студий. Свободно владеет английским языком.
В 2006 году стал руководителем проектов в PR-агентстве Noblet Media CIS.
В 2011 году с семьёй переехал в Днепр, начал работать в компании «Interpipe» директором по корпоративным отношениям.
В 2012 году участвовал в открытии крупнейшего электросталеплавильного комплекса по производству круглой стальной заготовки в Восточной Европе Интерпайп Сталь. Член Наблюдательного совета ЧАО «Интерпайп Новомосковский трубный завод» в Новомосковске Днепропетровской области до 2019 года.
Организатор крупнейшего инженерного шоу Украины Interpipe TechFest, инициатор создания сети лабораторий мехатроники в Днепре, соорганизатор Interpipe Dnipro Half Marathon. Возглавлял волонтёрский штаб компании по помощи работникам, мобилизованным в ряды Вооружённых сил Украины.

## Политика
Кандидат в народные депутаты от партии «Слуга народа» на выборах 2019 года (избирательный округ № 24, Индустриальный район и часть Самарского района Днепра). На время выборов: директор по корпоративным отношениям ООО «Интерпайп Украина», живёт в Днепре, беспартийный.
Заместитель председателя Комитета Верховной рады по экономическому развитию. Специализация — промышленная политика, космическая отрасль, экспорт и внешняя торговля. По состоянию на декабрь 2020 года депутат стал автором 36 проектов законов и постановлений, и 180 поправок к законопроектам.
Избран народным депутатом от Индустриального и Самарского районов Днепра (Округ №24) от партии «Слуга народа».

## Критика
Экс-сотрудник ООО «Интерпайп-Украина» Виктора Пинчука. Среди тем, которыми занимается Кисилевский, — вывод из тени рынка металлолома. В июле 2020 года вместе с Андреем Герусом лоббировал изменения в законопроект о «зелёной» энергетике № 3658, которые ввели льготный тариф для сталеплавильных предприятий.

## Награды и признание
- Дважды входил в топ-10 директоров по коммуникациям Украины по версии издания Marketing Media Review[16].
- 7 декабря 2020 года постановлением Правительства РФ № 2043 внесён в перечень украинцев, на которых распространяются экономические санкции РФ[17].

## Личная жизнь
Женат, есть две дочери.